# غيدقة زرقاء
غيدقة زرقاء (الاسم العلمي:Hydrophis caerulescens) (بالإنجليزية: Dwarf Seasnake)‏ هي نوع من الزواحف تتبع جنس الغيدقة من فصيلة العرابيد.